# 사브 21
사브 21은 스웨덴의 사브 사가 설계 및 제작을 담당한 단좌형 단엽 전투기 및 공격기이다. 트윈 테일 동체에 푸셔 엔진을 장착해 사브 21의 동체는 굉장히 특이한 형상이 되었다.
사브 21은 스웨덴 공군이 제2차 세계 대전 참전을 대비해 확장 프로그램을 실시하고 나서 SAAB에서 개발에 착수하였다. 사브는 단엽 트윈테일 동체를 제작하고, 다임러-벤츠 DB 605 엔진을 파일럿 뒤에 있는 나셀에 장착해, 엔진이 푸셔 엔진으로 작동할 수 있게 하였다. 이러한 기체 설계는 파일럿의 시야 확보, 그리고 무장 배치에 도움이 되었다. 파일럿의 긴급탈출 시 파일럿이 뒤의 프로펠러에 부딪히지 않도록 사출좌석을 설치하였다.
1943년 7월 30일 첫 비행을 바친 21은 1945년 12월 1일부터 초기형 기체 J21A-1이 도입되었다. 곧 무장을 강화한 J21A-2와 A21A-3 전폭기가 공개되었다. 스웨덴 공군의 제트기에 대한 관심이 커지면서 J21은 드 하빌랜드 고블린 엔진을 장착하여 SAAB J21R가 개발되기도 하였다.
21은 1950년대 중반 드 하빌랜드 뱀파이어와 SAAB 29 툰난으로 대체되었다.

## 개발 배경
사브는 1930년대 중반부터 새로운 전투기 구상을 시작하였다. 초창기 아이디어들은 대부분 브리스톨 타우루스 엔진을 사용하였고, 몇몇은 당대로서는 굉장히 파격적인 아이디어였다. 이 중에는 단엽 푸셔 엔진 트윈테일 항공기였는데, 이 디자인은 무장을 노즈에 배치할 수 있도록 도움이 되었고, 파일럿의 시야 확보, 간단한 정비 등 여러 장점이 있었다. 이 디자인은 굉장히 혁신적이였지만, 제2차 세계 대전 중반인 1941년까지 개발되지 않았다.
제2차 세계 대전이 시작되고 스웨덴은 중립국이라는 지위를 다른 유럽 국가들에게 위협받지 않기 위해 고민하였다. 하지만 중립국인 스웨덴에게 무기를 수출해 줄 수 있는 국가가 없었기 때문에, 스웨덴은 전투기를 독자적으로 개발/생산하여야 했다. 결국 스웨덴은 노후화된 피아트 CR.42 몇 대를 이탈리아에서 임시로 공수해왔다. 이에 따라 SAAB는 제안된 전투기에 대해 예상되는 다양한 생산 문제의 해결책을 모색하기 시작했다.

## 디자인
SAAB J 21은 최소 480km/h의 최고 속도가 필요했고, 강력한 엔진이 필요했다. 미국의 프랫 앤 휘트니 R-1830 트윈 와스프 방사형 엔진을 타우러스 엔진으로 대체하기로 스웨덴은 결정했지만, 볼보 에어로에서도 R-1830을 대체하기 위해 타우러스 엔진을 주문하자 사브는 R-1830을 주문하지 못했고, 결국 라이센스 생산 엔진이 유일한 옵션으로 남겨졌다. 이에 따라 독일의 신형 다임러-벤츠 DB 605B 엔진이 선택되었으나 DB 605B의 완성도가 낮아 스웨덴에서 DB 605B에 대한 대대적인 개선과 수정이 이루어졌다.

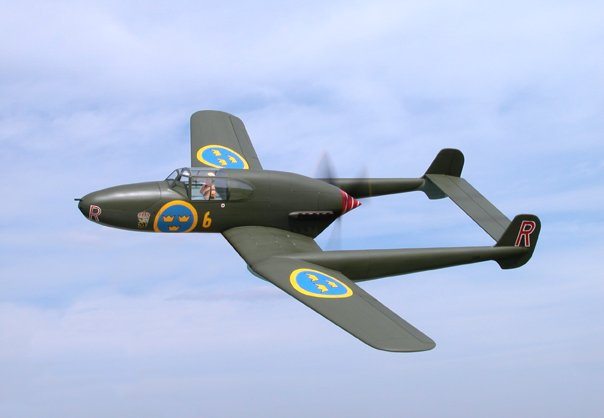
J 21 상상도

사브 21에는 사출좌석을 포함한 신기술이 적용되었고, 푸셔 엔진을 장착한 트윈테일 동체 형상은 21이 나중에 터보제트 엔진을 장착할 수 있도록 도와주었다. 이 푸셔 디자인에는 다양한 장점이 있었으나, 파일럿 비상탈출 작동할 시 파일럿이 프로펠러에 빨려 들어갈 수 있다는 단점이 있었다. 이 문제를 해결하기 위해 비행기에 사출좌석이 도입되었다 21은 전 세계에서 거의 최초로 사출좌석을 장착한 실용화된 항공기가 되었다.
날개에는 SAAB 자체 제작 층상형 에어 포일이 달려 있었다. 항력을 줄이기 위해 엔진 냉각장치와 배관은 동체와 트윈테일 사이에 설치되었다.
무장은 전면 기수 부분에 20mm 히스파노-수이자 Akan m/41A 1정, 13.2mm Akan m/39AA가 2정은 날개에, 2정은 기수에 총 4정이 장착되었다. A21A에서는 20mm 기관총이 20mm 보포스 Akan m/45로 교체되었고, 로켓과 폭탄을 장착할 수 있도록 개조되었다. 경제적인 이유로 13.2mm 기관총들은 모두 12.7mm 탄약을 사용하도록 총열을 교체하였고, 이로 인해 사격 능력은 향상되었으나, 21은 원래의 전투기 디자인이 13.2mm에 맞춰져 있었기 때문에 공격기로만 쓰일 수 있게 되었다.

### 개량형
1945년도부터 사브는 21의 성능을 높일 방안을 모색하였다. 1945년도 중반기부터 최대 시속 669km/h까지 가속이 가능한 1500kW 롤스로이스 그리폰 엔진을 장착한 개량형의 개발에 착수하였다. 또한 그리폰 엔진을 장착한 SAAB 27도 개발 중이였다. 그러나 1945년 말 피스톤 엔진을 장착한 개량형의 개발을 중단하였다. 사브와 다른 스웨덴 기업들은 제트 엔진을 도입하는 것을 고려하였다. 스웨덴 공군의 제트 엔진에 대한 관심이 높아지면서 사브는 21을 제트 엔진을 장착한 개량형을 제작하기로 한다.
스웨덴 공군의 요청으로 기존의 모든 J 21 기체들은 21R로 개조되었다. 21을 21R로 개량하기 위해서는 기존의 21의 꼬리날개와 날개를 포함한 동체의 50%를 수정해야 하였다. 21R는 드 하빌랜드의 고블린 엔진을 장착하여 스웨덴 공군이 운용하는 첫 번째 제트기가 되었다.

## 제원
Data from Beskrivning över fpl typ 21A, häfte 1 (description of airplane type 21A, booklet 1), Beskrivning över fpl typ 21A, häfte 6 kap L. Beväpning (description of airplane type 21A, booklet 6, chapter L. armament), SAAB J21/J21R
일반 특성
- 승무원: 1
- 길이: 10.45 m (34 ft 3 in)
- 높이: 3.97 m (13 ft 0 in)
- 날개 면적: 22.2 m2 (239 ft2)
- 익형: SAAB 층류형 에어포일[6]
- 공허중량: 3,250 kg (7,165 lb)
- 전비중량: 4,150 kg (9,149 lb)
- 최대이륙중량: 5,200 kg (11,464 lb)
- 연료 탑재량: 510 l (130 US gal; 110 imp gal) internal

2x 160 l (42 US gal; 35 imp gal) drop tanks (J 21A-1 & J 21A-2)  ;
2x 400 l (110 US gal; 88 imp gal) drop tanks (J(A) 21A-3)
- 엔진: 1 × 다임러 벤츠 DB 605B 12기통 수랭식 피스톤 엔진, 1,085 kW (1,455 hp)  SFA에서 제작
- 프로펠러: 3-bladed 푸셔 프로펠러

성능
- 최대속력: 650 km/h (404 mph; 351 kn) J 21A-1 / J 21A-2

560 km/h (350 mph; 300 kn) J(A) 21A-3
- 순항속도: 495 km/h (308 mph; 267 kn) J 21A-1 / J 21A-2

425 km/h (264 mph; 229 kn) J(A) 21A-3
- 항속거리: 750 km (466 mi; 405 nmi)
- 페리항속거리: 1,190 km (739 mi; 643 nmi) J 21A-1 / J 21A-2

1,650 km (1,030 mi; 890 nmi) J(A) 21A-3
- 실용상승한도: 10,200 m (33,465 ft) J 21A-1 / J 21A-2

7,500 m (24,606 ft) J(A) 21A-3
- 상승률: 15 m/s (3,000 ft/min)
- 착륙최저속도: 145 km/h (90 mph; 78 kn)

무장

- 기총

J 21A-1
- 1× 20 mm (0.79 in) akan m/41A
- 2x 13.2 mm (0.52 in) akan m/39A
- 2x 13.2 mm (0.52 in) akan m/39A

J 21A-2 & A-3
- 1× 20 mm (0.79 in) akan m/45
- 2x 13.2 mm (0.52 in) akan m/39A
- 2x 13.2 mm (0.52 in) akan m/39A

J(A) 21A-3 최대 700 kg (1,543 lb)
- 내부무장창

(외부무장창이 장착되기 전까지 로켓만 장착했음)
- 4x 50 kg (110 lb) minbomb m/37, 혹은 sprängbomb m/42 or m/47, bombkapsel m/43 집속탄
- 4x 8 cm (3.1 in) pansarraket m/46 대장갑 RP-3 로켓
- 4x 15 cm (5.9 in) sprängraket m/46 고폭탄 SAP RP-3 로켓

- 외부무장창

- 8x 8 cm (3.1 in) pansarraket m/46 대장갑 RP-3 로켓
- 8x 14.5 cm (5.7 in) Bofors pansarsprängraket m/49A & B HEAT 로켓
- 8x 15 cm (5.9 in) sprängraket m/46 고폭탄 SAP RP-3 로켓 or 보포스 sprängraket m/51A & B 고폭탄 로켓
- 2x 18 cm (7.1 in) Bofors halvpansarraket m/49A & B 대함 로켓

- 동체

- 1x 250 kg (550 lb) minbomb m/37
- 1x 250 kg (550 lb) minbomb m/40
- 1x 250 kg (550 lb) minbomb m/50
- 1x 500 kg (1,100 lb) minbomb m/41
- 1x 600 kg (1,300 lb) minbomb m/50

- 날개

- 2x vingspetstank 외부연료탱크. 소이탄으로 사용할 수 있었음

## 같이 보기
- 사브 21R